# Evangelische Kirche Neukirchen (Lichtenfels)

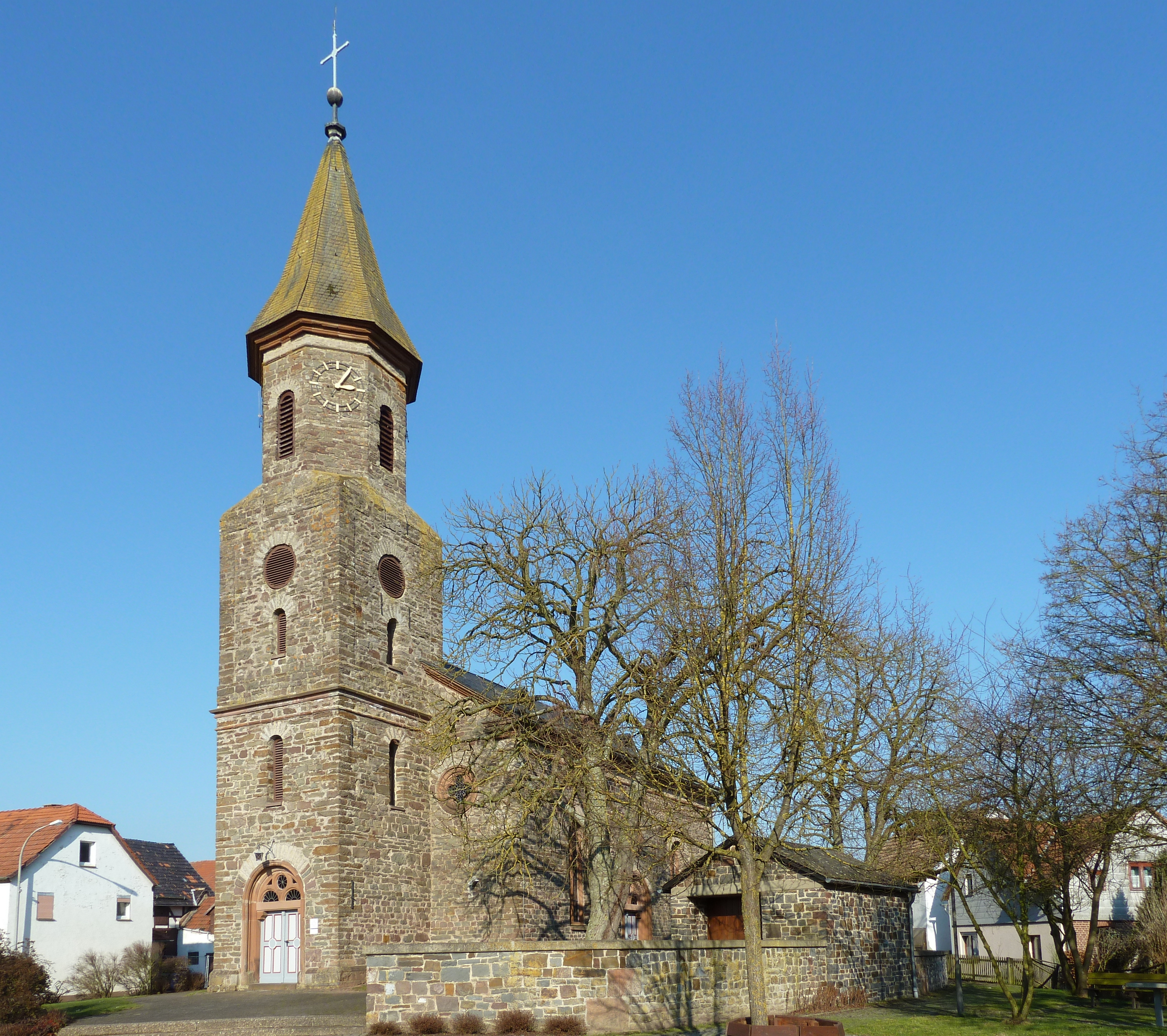
Evangelische Kirche Neukirchen (Lichtenfels)

Die evangelische Kirche Neukirchen (Lichtenfels) ist ein denkmalgeschütztes Kirchengebäude, das im Stadtteil Neukirchen der Stadt Lichtenfels im Landkreis Waldeck-Frankenberg  (Hessen) steht. Die Kirchengemeinde gehört zum Kirchenkreis Twiste-Eisenberg im Sprengel Marburg der Evangelischen Kirche von Kurhessen-Waldeck. Das Kirchenpatronat hatte die Familie von Dalwigk inne.

## Beschreibung
Die Saalkirche im Rundbogenstil wurde an Stelle eines Vorgängers 1864 nach einem Entwurf des Kreisbaumeisters Schumacher aus Bruchsteinen erbaut. Der Chor im Osten hat einen dreiseitigen Abschluss. Der spätklassizistische Kirchturm auf quadratischem Grundriss hat ein eingezogenes, achteckiges, oberstes Geschoss, das die Turmuhr und den Glockenstuhl beherbergt. Darauf sitzt ein achtseitiger, spitzer, schiefergedeckter Helm. Das mit einem Satteldach bedeckte Kirchenschiff hat rundbogige Maßwerkfenster. Die Kirchenausstattung stammt aus der 2. Hälfte des 19. Jahrhunderts, nur die hölzerne, von Arkaden getragene Empore, auf der die Orgel steht, stammt aus dem Vorgängerbau. 